# Вреланд
Вреланд (нід. Vreeland, нід. вимова: [ˈvreːlɑnt]) — село в нідерландській провінції Утрехт. Входить до муніципалітету Стіхтсе-Вехт. Його населення станом на 2004 рік складало 1530 осіб.
До 1964 року мало статус окремого муніципалітету.

## Галерея

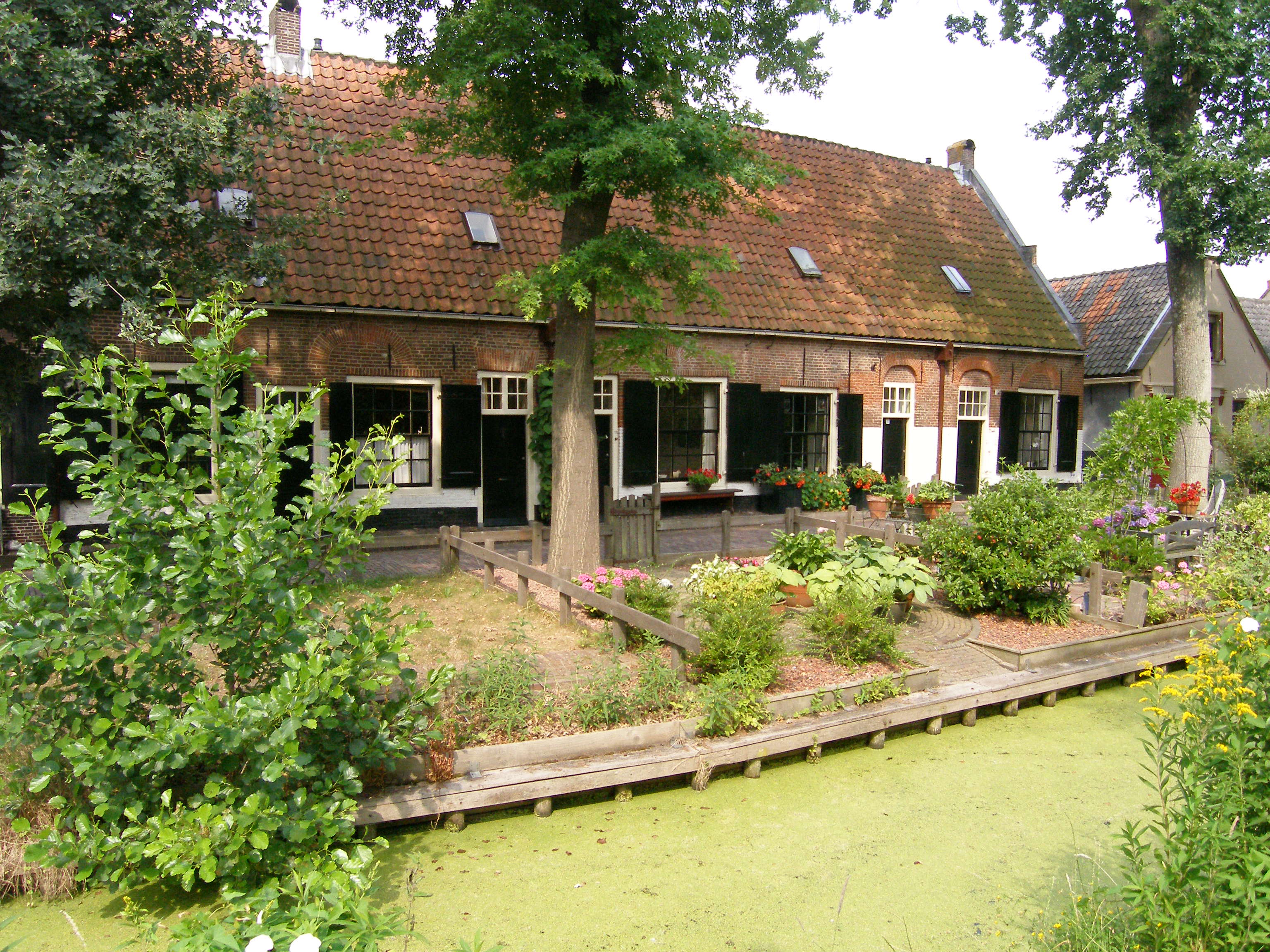